# Ánh lệ Vân Nam
Ánh lệ Vân Nam (danh pháp khoa học: Ainsliaea yunnanensis) là một loài thực vật có hoa trong họ Cúc. Loài này được Franch. mô tả khoa học đầu tiên năm 1888.